# Ropalidia obscura
Ropalidia obscura  (лат.) — вид ос-полистин (Polistinae).

## Распространение
Южная Азия: Таиланд (Chiang Mai Prov.).

## Описание
Длина осы 9 мм. По некоторым признакам напоминает одиночных ос вида Ropalidia thailandia и Ropalidia malaisei.